# The Beau Brummels
The Beau Brummels byla americká hudební skupina ze San Francisca, jejíž původní sestavu tvořili Sal Valentino (zpěv), Ron Elliott (kytara), Ron Meagher (baskytara), Declan Mulligan (kytara, harmonika) a John Petersen (bicí), Mulligana v roce 1965 nahradil Don Irving. Debutovali v roce 1964 singlem „Laugh, Laugh“ z pera Rona Elliotta, jehož producentem byl Sly Stone. Umístil se na patnácté příčce hitparády Billboard Hot 100. První album vydali v roce 1965 pod názvem Introducing the Beau Brummels ve vydavatelství Autumn Records. Již o několik měsíců později následovalo album Volume 2, obě ve Stoneově produkci.
Poté skupina přešla k vydavatelství Warner Bros. Records a v roce 1966 vydala své třetí album Beau Brummels '66, obsahující výhradně coververze například od Boba Dylana, The Beatles a The Rolling Stones. O rok později následovalo autorské album Triangle v produkci Lennyho Waronkera, v té době však skupinu tvořili pouze Valentino, Elliott a Meagher a na albu je doprovázeli studioví hudebníci, například Van Dyke Parks, Carol Kaye, James Burton a Jim Gordon. Album dosáhlo 197. místa hitparády Billboard 200. Waronker produkoval i páté album skupiny, vydané v roce 1968 pod názvem Bradley's Barn. Nedlouho po jeho vydání kapela zanikla.
V roce 1974 byli The Beau Brummels obnoveni v původní sestavě a v následujícím roce vydali eponymní album, které produkovali Waronker a Ted Templeman. Dosáhlo 180. místa hitparády Billboard 200. V následujících dekádách občasně v různých sestavách vystupovali. V roce 2013 vydali nové album Continuum, obsahující mj. i party bubeníka Petersena, zesnulého v roce 2007.